# 後藤孝男
後藤 孝男（ごとう たかお）は日本の競馬記者、競馬予想家、トラックマン。

## 経歴
昭和29年生まれ、神奈川県出身。
大学卒業後に東京タイムズ社に入社。その中で中央競馬担当となり競馬取材に携わる。
その後1999年には競馬専門紙「馬三郎」の創刊メンバーとして参画、定年退職まで約40年間競馬記者としての取材を経験。
馬三郎時代には想定班トラックマン・坂路時計班・コース時計班を担当していた。

## 予想家として
自身の競馬業界での経験を活かし、自身が携わった競馬専門紙「馬三郎」のweb版「デイリー馬三郎」では予想も公開。
また、過去に「後藤式馬券塾」という競馬予想サイトで予想を販売していた。（現在は閉鎖）
上記のサイト閉鎖後は、競馬に関する記事の監修などを行っている。

## その他
プライベートでは温泉が好きで、泉質や効能にも詳しい。